# Goran Milojević
Goran Milojević (cyr.: Гopaн Mилojeвић, ur. 6 grudnia 1964 w Aranđelovacu) – serbski piłkarz występujący na pozycji pomocnika. Reprezentant Jugosławii. Trener piłkarski.

## Kariera klubowa
Milojević karierę rozpoczynał w sezonie 1982/1983 w pierwszoligowej Crvenej zvezdzie. W sezonach 1983/1984 oraz 1987/1988 zdobył z nią mistrzostwo Jugosławii, a w sezonie 1984/1985 - Puchar Jugosławii. W 1988 roku odszedł do innego pierwszoligowca, Partizana. W sezonie 1988/1989 wywalczył z nim Puchar Jugosławii.
W 1990 roku Milojević przeszedł do francuskiego Stade Brestois 29. W Division 1 zadebiutował 4 sierpnia 1990 w zremisowanym 0:0 meczu ze Stade Rennais. W Stade Brestois spędził sezon 1990/1991. Następnie przeniósł się do hiszpańskiego klubu CP Mérida, grającego w Segunda División. Na początku 1992 roku został graczem drużyny RCD Mallorca z Primera División. W lidze tej zadebiutował 9 lutego 1992 w przegranym 0:3 spotkaniu z Atlético Madryt. W sezonie 1991/1992 wraz z zespołem spadł do Segunda División. Graczem RCD Mallorca był do końca sezonu 1994/1995.
W 1995 roku Milojević przeszedł do pierwszoligowej Celty Vigo. Spędził tam jeden sezon, a potem odszedł do drugoligowej Méridy. W 1997 roku przeszedł do meksykańskiego Club América, jednak na początku 1998 roku wrócił do Hiszpanii, gdzie został zawodnikiem klubu Villarreal CF. W tym samym roku zakończył tam karierę.

## Kariera reprezentacyjna
W reprezentacji Jugosławii Milojević zadebiutował 14 września 1988 w wygranym 2:1 towarzyskim meczu z Hiszpanią. W latach 1988–1989 w drużynie narodowej rozegrał 2 spotkania.

## Kariera trenerska
W swojej karierze trenerskiej Milojević prowadził zespoły FK Železnik, Rudar Pljevlja, FK Radnički Obrenovac, FK Smederevo, Mérida UD, MFK Košice, CD Atlético Baleares, MFK Ružomberok, FK BSK Borča oraz Mladost Podgorica.